# Eilicrinia trinotata
Eilicrinia trinotata là một loài bướm đêm trong họ Geometridae.